# Juventus Football Club 1966-1967
Questa voce raccoglie le informazioni riguardanti la Juventus Football Club nelle competizioni ufficiali della stagione 1966-1967.

## Stagione
(Gianfranco Zigoni, 2008)

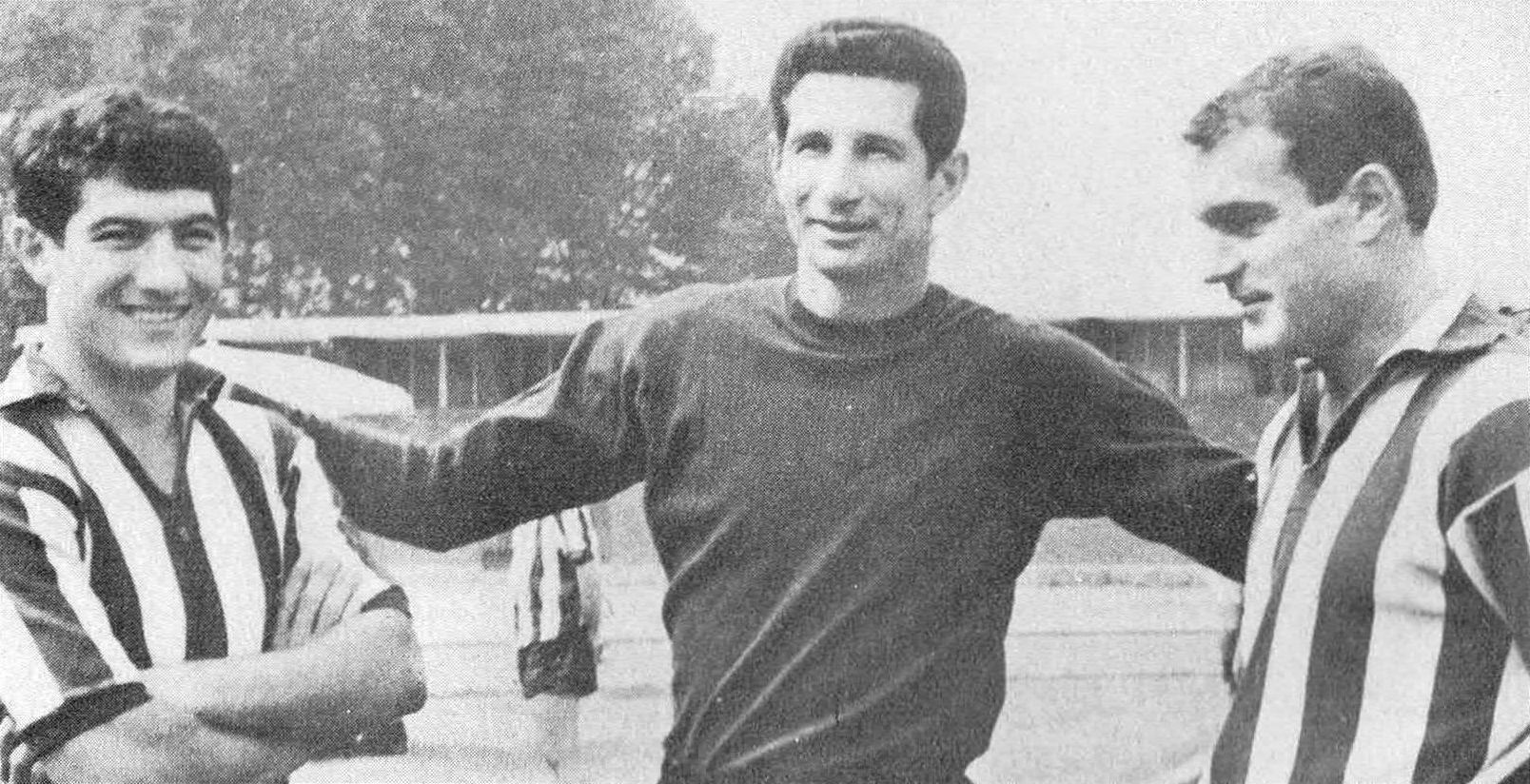
Il confermato Heriberto Herrera, di lì a qualche mese primo e fin qui unico tecnico paraguaiano capace di vincere lo Scudetto, posa nel precampionato di Villar Perosa tra i neoacquisti Favalli (a sinistra) e De Paoli (a destra).

Nella stagione 1966-1967 la Juventus di Heriberto Herrera si aggiudica lo Scudetto, dopo sei anni di astinenza, totalizzando 49 punti dopo una serrata volata finale, sopravanzando l'Inter all'ultima giornata e di una sola lunghezza. La vittoria interna bianconera (2-1) sulla Lazio nell'ultimo turno di campionato e la contemporanea sconfitta a Mantova dei nerazzurri, valgono il sorpasso sul filo di lana e consegnano ai torinesi il titolo di campione d'Italia per la tredicesima volta nella loro storia.
In Coppa Italia la squadra raggiunge la semifinale: dopo avere superato l'Arezzo nel secondo turno, il L.R. Vicenza nel terzo turno e il Bologna nei quarti di finale, la Juventus viene eliminata dal Milan poi vincitore del trofeo. In campo europeo i piemontesi, impegnati nella Coppa delle Fiere, superano in sequenza nei primi turni i greci dell'Arīs Salonicco, i portoghesi del Vitória Setúbal e gli scozzesi del Dundee, per poi cedere il passo nei quarti di finale, anche in questo caso, ai futuri vincitori dell'edizione, gli jugoslavi della Dinamo Zagabria.
Sul versante personale, migliori realizzatori bianconeri in campionato sono Giampaolo Menichelli autore di 11 reti, più 2 in Coppa Italia e 3 in Coppa delle Fiere, Gianfranco Zigoni con 8 gol più 3 in Coppa Italia e 1 in Coppa delle Fiere, e il neoacquisto Virginio De Paoli con 8 marcature più 2 in Coppa Italia e 2 in Coppa delle Fiere.

## Divise
| Casa | Trasferta | 1ª portiere | 2ª portiere |

## Rosa
| N. |                   | Ruolo | Calciatore                 |
| -- | ----------------- | ----- | -------------------------- |
|    | Italia (bandiera) | P     | Roberto Anzolin            |
|    | Italia (bandiera) | P     | Angelo Colombo             |
|    | Italia (bandiera) | D     | Gianfranco Leoncini        |
|    | Italia (bandiera) | D     | Sandro Salvadore           |
|    | Italia (bandiera) | D     | Ernesto Càstano (capitano) |
|    | Italia (bandiera) | D     | Giancarlo Bercellino       |
|    | Italia (bandiera) | D     | Benito Sarti               |
|    | Italia (bandiera) | D     | Elio Rinero                |
|    | Italia (bandiera) | D     | Alberto Coramini           |

| N. |                    | Ruolo | Calciatore           |
| -- | ------------------ | ----- | -------------------- |
|    | Italia (bandiera)  | C     | Giampaolo Menichelli |
|    | Brasile (bandiera) | C     | Cinesinho            |
|    | Italia (bandiera)  | C     | Adolfo Gori          |
|    | Spagna (bandiera)  | C     | Luis del Sol         |
|    | Italia (bandiera)  | C     | Erminio Favalli      |
|    | Italia (bandiera)  | C     | Giovanni Sacco       |
|    | Italia (bandiera)  | C     | Gino Stacchini       |
|    | Italia (bandiera)  | A     | Virginio De Paoli    |
|    | Italia (bandiera)  | A     | Gianfranco Zigoni    |

## Risultati

### Serie A

#### Girone di andata
| Arbitro: | Bernardis (Trieste) |

|  |           |                             |
|  | Marcatori | 39’ Chinesinho 63’ Leoncini |

| Arbitro: | Varazzani (Parma) |

|                                          |           |  |
| Leoncini 45’ Menichelli 64’ De Paoli 89’ | Marcatori |  |

| Arbitro: | Lo Bello (Siracusa) |

|            |           |                            |
| Hamrin 77’ | Marcatori | 43’ Salvadore 85’ De Paoli |

| Torino 9 ottobre 1966, ore 15:00 CET 4ª giornata | Juventus          | 0 – 0 referto | Brescia | Stadio Comunale\| Arbitro: \| Toselli (Cormons) \| |
| Arbitro:                                         | Toselli (Cormons) |               |         |                                                    |

| Torino 16 ottobre 1966, ore 15:00 CET 5ª giornata | Torino              | 0 – 0 referto | Juventus | Stadio Comunale\| Arbitro: \| Bernardis (Trieste) \| |
| Arbitro:                                          | Bernardis (Trieste) |               |          |                                                      |

| Arbitro: | Bigi (Padova) |

|                                  |           |  |
| Leoncini 29’ Menichelli 32’, 70’ | Marcatori |  |

| Arbitro: | Francescon (Padova) |

|             |           |                   |
| Rozzoni 14’ | Marcatori | 70’ (aut.) Bozzao |

| Arbitro: | Lo Bello (Siracusa) |

|              |           |  |
| De Paoli 82’ | Marcatori |  |

| Arbitro: | Sbardella (Roma) |

|  |           |             |
|  | Marcatori | 86’ Favalli |

| Arbitro: | Angonese (Mestre) |

|                       |           |  |
| Bercellino 90’ (aut.) | Marcatori |  |

| Arbitro: | De Marchi (Pordenone) |

|                             |           |              |
| Menichelli 3’ Salvadore 72’ | Marcatori | 40’ Pascutti |

| Arbitro: | D'Agostini (Roma) |

|  |           |                                   |
|  | Marcatori | 34’ Salvadore 41’ (rig.) De Paoli |

| Arbitro: | Pieroni (Roma) |

|              |           |                    |
| De Paoli 80’ | Marcatori | 34’ (aut.) Castano |

| Arbitro: | Sbardella (Roma) |

|             |           |                |
| Mazzola 75’ | Marcatori | 44’ Menichelli |

| Arbitro: | Gussoni (Varese) |

|           |           |              |
| Zigoni 3’ | Marcatori | 80’ Trombini |

| Arbitro: | Monti (Ancona) |

|                             |           |  |
| Bercellino 58’ De Paoli 69’ | Marcatori |  |

| Roma 22 gennaio 1967, ore 14:30 CET 17ª giornata | Lazio                 | 0 – 0 referto | Juventus | Stadio Olimpico\| Arbitro: \| De Marchi (Pordenone) \| |
| Arbitro:                                         | De Marchi (Pordenone) |               |          |                                                        |

#### Girone di ritorno
| Torino 29 gennaio 1967, ore 14:30 CET 18ª giornata | Juventus            | 0 – 0 referto | Atalanta | Stadio Comunale\| Arbitro: \| Francescon (Padova) \| |
| Arbitro:                                           | Francescon (Padova) |               |          |                                                      |

| Arbitro: | Di Tonno (Lecce) |

|                      |           |                                  |
| Salvadore 64’ (aut.) | Marcatori | 41’ Gori 63’ De Paoli 87’ Zigoni |

| Arbitro: | Pieroni (Roma) |

|                                             |           |             |
| Del Sol 7’ Menichelli 34’, 90’ De Paoli 54’ | Marcatori | 80’ Bertini |

| Arbitro: | Lo Bello (Siracusa) |

|           |           |            |
| Troja 78’ | Marcatori | 34’ Zigoni |

| Torino 26 febbraio 1967, ore 15:00 CET 22ª giornata | Juventus         | 0 – 0 referto | Torino | Stadio Comunale\| Arbitro: \| Sbardella (Roma) \| |
| Arbitro:                                            | Sbardella (Roma) |               |        |                                                   |

| Foggia 5 marzo 1967, ore 15:00 CET 23ª giornata | Foggia & Incedit  | 0 – 0 referto | Juventus | Stadio Pino Zaccheria\| Arbitro: \| D'Agostini (Roma) \| |
| Arbitro:                                        | D'Agostini (Roma) |               |          |                                                          |

| Arbitro: | Bernardis (Trieste) |

|                 |           |          |
| Zigoni 23’, 61’ | Marcatori | 42’ Reja |

| Cagliari 19 marzo 1967, ore 15:00 CET 25ª giornata | Cagliari       | 0 – 0 referto | Juventus | Stadio Amsicora\| Arbitro: \| Pieroni (Roma) \| |
| Arbitro:                                           | Pieroni (Roma) |               |          |                                                 |

| Arbitro: | Francescon (Padova) |

|                          |           |  |
| Zigoni 53’ Salvadore 55’ | Marcatori |  |

| Arbitro: | Di Tonno (Lecce) |

|                          |           |  |
| Menichelli 8’ Zigoni 43’ | Marcatori |  |

| Arbitro: | Pieroni (Roma) |

|                     |           |  |
| Haller 4’ Turra 43’ | Marcatori |  |

| Arbitro: | Marengo (Chiavari) |

|                            |           |              |
| Bercellino 81’ (rig.), 83’ | Marcatori | 30’ Mencacci |

| Arbitro: | Francescon (Padova) |

|                                    |           |                |
| Sormani 30’ Rosato 34’ Lodetti 63’ | Marcatori | 25’ Menichelli |

| Arbitro: | Lo Bello (Siracusa) |

|             |           |  |
| Favalli 71’ | Marcatori |  |

| Arbitro: | Sbardella (Roma) |

|            |           |               |
| Spelta 65’ | Marcatori | 3’ Menichelli |

| Arbitro: | Lo Bello (Siracusa) |

|  |           |                |
|  | Marcatori | 65’ Menichelli |

| Arbitro: | Monti (Ancona) |

|                           |           |                       |
| Bercellino 47’ Zigoni 62’ | Marcatori | 87’ (rig.) Di Pucchio |

### Coppa Italia
| Arbitro: | Bernardis (Trieste) |

|  |           |              |
|  | Marcatori | 96’ De Paoli |

| Arbitro: | Marchiori (Padova) |

|                              |           |  |
| Zigoni 10’, 48’ Leoncini 76’ | Marcatori |  |

| Arbitro: | Varazzani (Parma) |

|                        |           |                                                      |
| Da Silva 22’ Menti 72’ | Marcatori | 2’, 111’ De Paoli 53’, 101’ Menichelli 99’ Stacchini |

| Arbitro: | Angonese (Mestre) |

|                                     |                      |                         |
| Fogli 90+1’                         | Marcatori            | 5’ Zigoni               |
| Perani Bulgarelli Perani Bulgarelli | Tiri di rigore 3 – 4 | De Paoli Sarti De Paoli |

| Arbitro: | Di Tonno (Lecce) |

|             |           |                        |
| Del Sol 38’ | Marcatori | 10’ Mora 116’ Amarildo |

### Coppa delle Fiere
| Arbitro: | Dussel |

|  |           |                            |
|  | Marcatori | 30’ Del Sol 52’ Menichelli |

| Arbitro: | Peterson |

|                                                       |           |  |
| Menichelli 32’ Favalli 36’, 87’ De Paoli 65’ Gori 81’ | Marcatori |  |

| Arbitro: | Helies |

|                                     |           |                   |
| Castano 72’ Favalli 75’ Del Sol 88’ | Marcatori | 10’ Carlos Manuel |

| Arbitro: | Dagnall |

|  |           |                       |
|  | Marcatori | 10’ Gori 51’ De Paoli |

| Arbitro: | Keller |

|                                   |           |  |
| Cinesinho 27’, 67’ Menichelli 66’ | Marcatori |  |

| Arbitro: | Roomer |

|             |           |  |
| Dossing 80’ | Marcatori |  |

| Arbitro: | Heymann |

|                         |           |                |
| Zigoni 4’ Stacchini 77’ | Marcatori | 13’, 69’ Jukic |

| Arbitro: | Schiller |

|                              |           |  |
| Novak 4’ Mesic 67’ Belin 73’ | Marcatori |  |